# Schloss Helmsdorf (Stolpen)

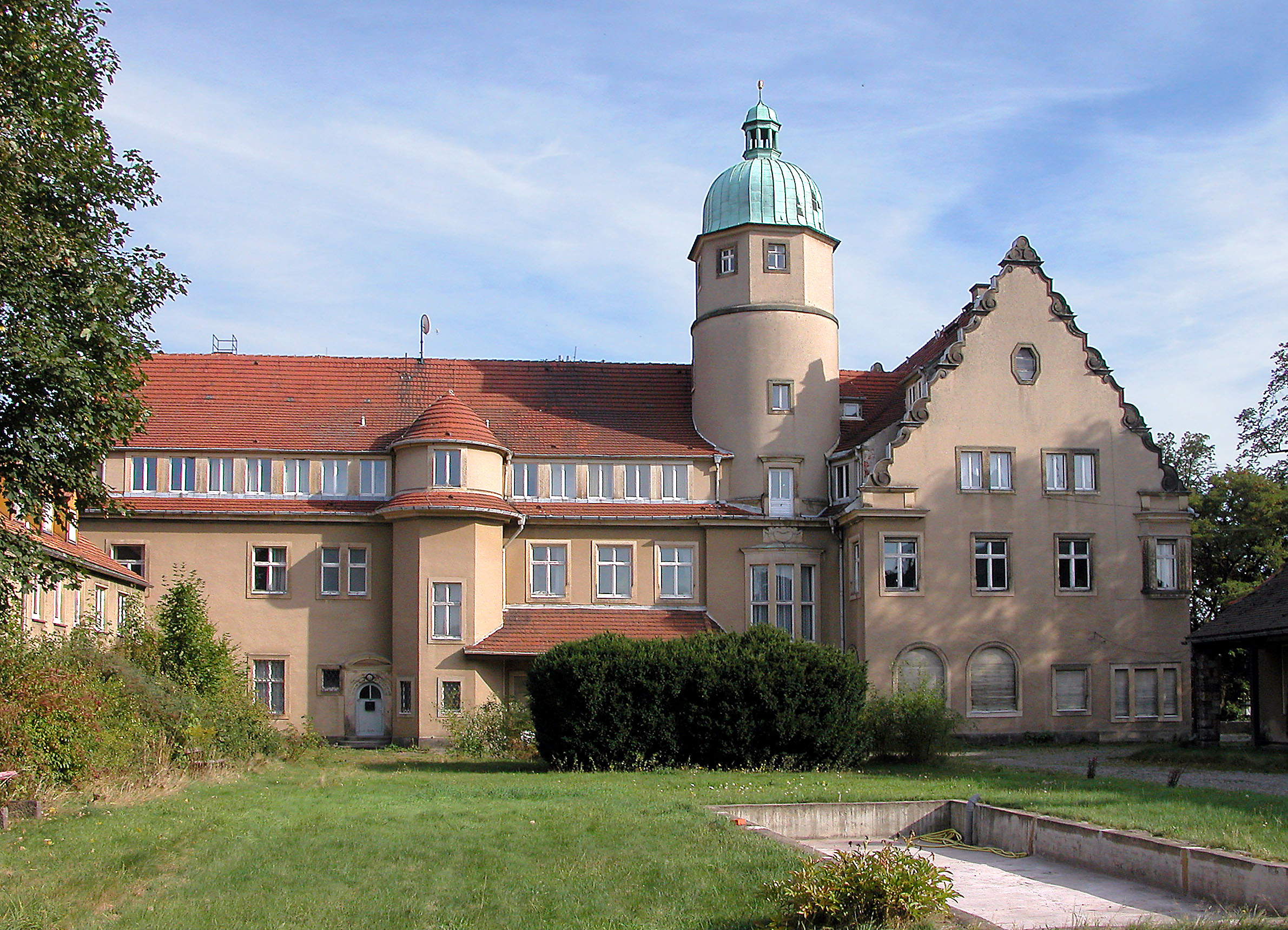
Schloss Helmsdorf (2003)

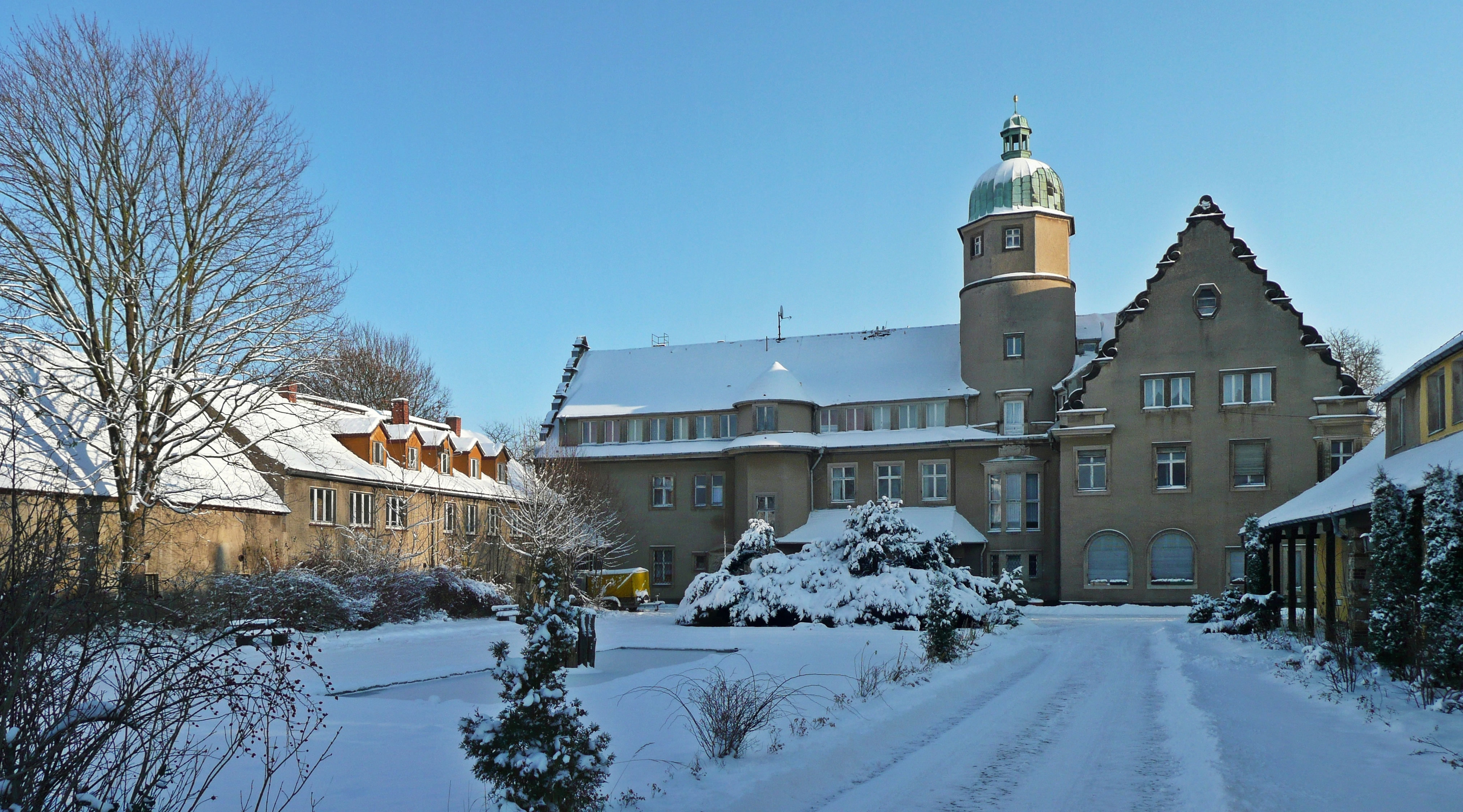
Schloss Helmsdorf im Winter (2010)

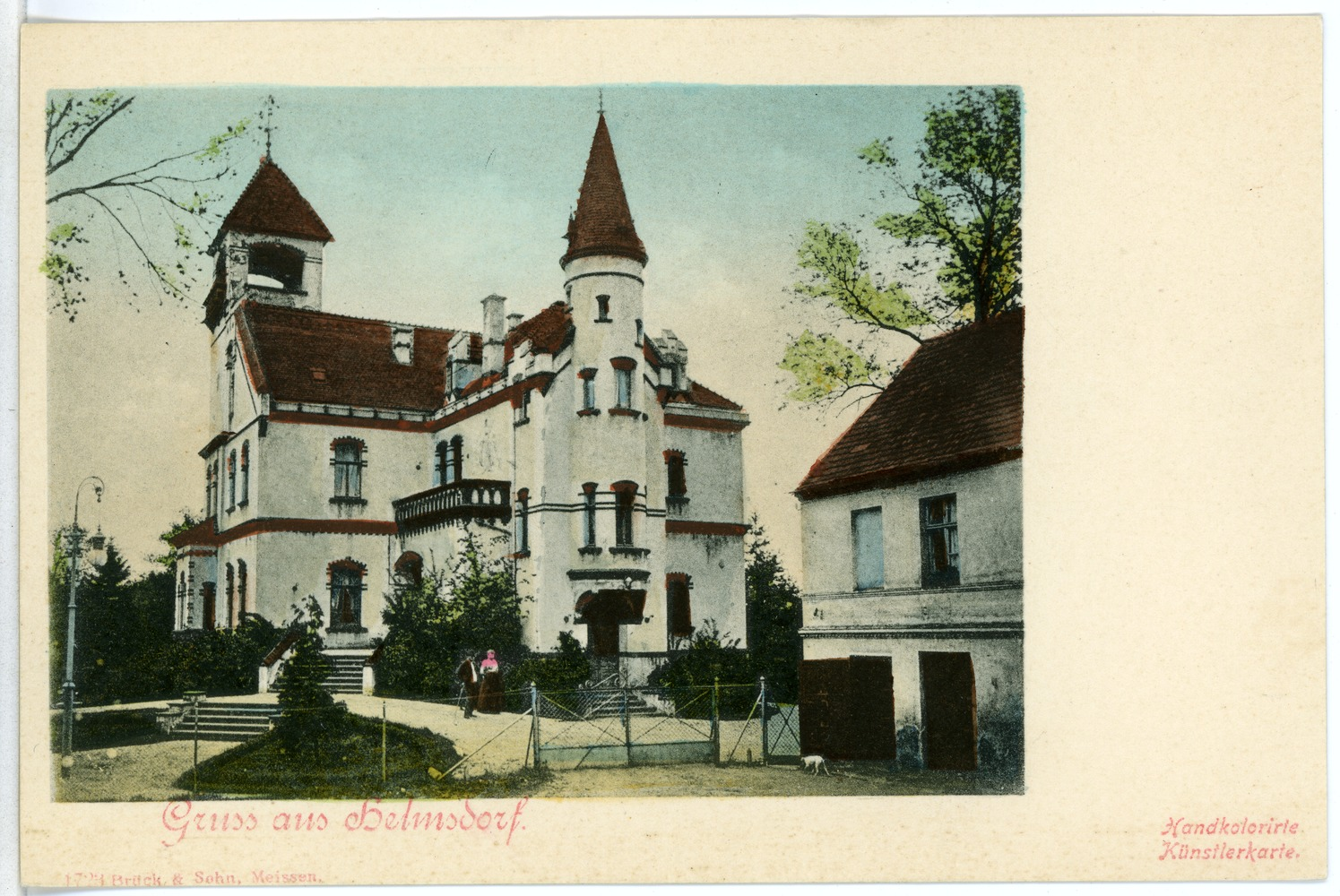
Schloss Helmsdorf vor dem Umbau (Aufnahme von 1901)

Das Schloss Helmsdorf ist ein Schloss (Herrenhaus) im Ortsteil Helmsdorf der Gemeinde Stolpen in Sachsen. Das Gebäude steht heute unter Denkmalschutz.

## Geschichte
Die Geschichte des Schlosses ist mit dem Vorwerk Helmsdorf verknüpft: Nachdem Vorwerk und Gut 1543 in den Besitz von Moritz von Sachsen gelangte, wurde der erste Schlossbau als Herrenhaus geplant und nach den am Bau vorhandenen Jahreszahlen bis 1597 errichtet. Der kursächsische Kammer- und Bergrat Melchior Albhart erwarb das Vorwerk 1648, dessen Söhnen, darunter die beiden Juristen Christian und Caspar, es sich zum schriftsässigen Rittergut ausbauten, zu dem u. a. auch die Mahl- und Schneidemühle in Hermsdorf mit Mahlzwang in den beiden Dörfern Stürza und Dobra gehörte.
1711 wurde eine Familie Schröter (später von Schröter) Besitzer des Schlosses und der zugehörigen Wirtschaftsbereiche, die jedoch nach und nach verkauft wurden. Um die Jahrhundertwende zum 20. Jahrhundert bestand es praktisch nur aus dem Schloss selbst, wenigen Nutzflächen und etwa 45.000 m² Parkanlage, die von der Wesenitz umflossen werden.
1906 erwarb der Dresdner Bankier Charles Friedrich Schmieder das Anwesen, dessen Frau eine Nachfahrin des Komponisten Franz Liszt war. Schmieders Idee war, einen repräsentativen Wohnsitz zu errichten und dafür das Schloss fast vollständig umzubauen. Das Dresdner Architektenbüro Lossow & Kühne erhielt für diesen Umbau, der praktisch einem Neubau gleichkam, den Auftrag.
Mit diesem Umbau durch die beiden Architekten wurde das Schloss Helmsdorf zu einem großzügigen Landsitz ausgestaltet. Der historisierende langgestreckte, zweigeschossige Bau mit Satteldach und Volutengiebeln und einem Rundturm an der Westseite wurde von ihnen mit Putzschmuck versehen. Das Wappen der Familie von Schröter blieb erhalten, ebenfalls zahlreiche Reste des alten Schlosses. Im Inneren wurden Salons eingeordnet, die aufwändig mit Edelholz vertäfelt wurden. Nach Angaben des heutigen Besitzers erhielten vor allem die Konzerte der Liszt-Gemeinschaft, die hier stattfanden, große Resonanz. Die Pläne zur Umgestaltung der Parkanlage konnten jedoch durch den Ausbruch des Ersten Weltkrieges nicht mehr ausgeführt werden und kamen auch danach nicht zur Ausführung.
1937 erwarb die Landesinnung des Bäckerhandwerks das Anwesen, die es als Fachschule wie auch als Erholungsheim auch nach dem Zweiten Weltkrieg und deren Nachfolgeeinrichtung auch zu DDR-Zeiten nutzte. Allerdings wurden viele Instandhaltungs- und Instandsetzungsmaßnahmen unterlassen oder nur verzögert ausgeführt, so dass das große Anwesen ab den 1980er Jahren immer mehr verfiel. Die Innung entschied sich in den 1990er Jahren für einen Neubau in Dresden – die Einrichtung heißt heute Sächsische Bäckerfachschule Dresden-Helmsdorf – und veräußerte das Anwesen 1999 an einen Privatmann, der es laut eigenen Angaben schrittweise saniert, aber es auch für Veranstaltungen zur Verfügung stellt.
Derzeit (2020) befinden sich Schloss und Nebengebäude in einem stark sanierungsbedürftigen bis ruinösen Zustand.